# 腰街镇
腰街镇是中国云南省玉溪市新平彝族傣族自治县下辖的一个镇。2011年撤销腰街镇，原腰街镇所辖青树社区、纸厂行政村、磨刀行政村行政区域划入戛洒镇，平安、小坝多、峨德、曼蚌等4个行政村行政区域划入漠沙镇。

## 行政区划
腰街镇下辖青树社区、纸厂村、曼蚌村、峨德村、磨刀村、小坝多村、平安村。